# Магнітний каротаж
Каротаж магнітний (рос. карот(т)аж магнитный; англ. magnetic logging; нім. Magnetkarot(t)age f, magnetische Bohrlochmessung f) — метод геофізичного дослідження у свердловині, який базується на вивченні магнітної сприйнятливості гірських порід. 
При проведенні К.м. простим датчиком служить котушка індуктивності з феромагнітним осердям, при пересуванні якої її індуктивний опір змінюється пропорційно магнітній сприйнятливості порід. Реєстрація ведеться на поверхні синхронно пересуванню датчика. К.м. застосовують для уточнення глибини залягання і потужності покладів зал. руд (в осн. магнетитового складу), визначення в них вмісту заліза, а також для інтерпретації даних магніторозвідки. 